# Zelfbeschikkingstheorie

De zelfbeschikkingstheorie of zelfdeterminatietheorie (ZDT) is een door Edward Deci en Richard M. Ryan ontwikkelde macrotheorie over de menselijke motivatie. De kern van de theorie wordt gevormd door de stelling dat er drie natuurlijke basisbehoeften zijn die, indien deze bevredigd worden, een optimaal functioneren, welbevinden en groei van een persoon toestaan.
Behoeftenbevrediging en behoeftenfrustratie zijn twee mogelijke uitkomsten volgens de zelfdeterminatietheorie. De mate waarin een behoefte wordt bevredigd is een voorspeller voor adaptief functioneren. Hier tegenoverstaande is de frustratie van een basisbehoefte een voorspeller voor maladaptief functioneren.
Ook de intrinsieke motivatie van een persoon om doelen te bereiken hangt mede van de bevrediging van deze behoeften af. Een belangrijke stelling van de theorie is dat vormen van controle op het gedrag van anderen zorgt voor een afname van hun intrinsieke motivatie, omdat deze controle de bevrediging van de basisbehoeften frustreert.

## De drie basisbehoeften
Volgens Deci en Ryan delen alle mensen drie aangeboren psychologische basisbehoeften, te onderscheiden van de fysiologische behoeften. Deze drie basisbehoeften worden voorgesteld als het ABC van de psychische ontwikkeling. Dit zijn:
1. Autonomie, de universele drang om causale agenten van het eigen leven te zijn en in overeenstemming te zijn met het geïntegreerde zelf. Let op, dit betekent niet onafhankelijk zijn van anderen.[2][3] Een individu zal eerder inherent op zoek gaan naar het ervaren van individuele vrijheid en het gevoel van zelfbeschikking.[4] Dit is een belangrijke invulling van het concept autonomie, mede omdat het op die manier de universaliteit van het concept mogelijk maakt. Bij autonomie als onafhankelijkheid krijgt dit een heel andere invulling in bijvoorbeeld Amerika dan in China, waar individualisme tegenover collectivisme staat. Als voorbeeld zal het bij een jongvolwassene die het huis verlaat niet om het alleen wonen op zich gaan (onafhankelijk zijn), maar om de vrije keuze om al dan niet het huis te verlaten en zich goed te voelen bij het autonoom maken van die keuze.
2. Relationele of sociale verbondenheid, het universele verlangen naar interactie, verbinding en de ervaring om voor anderen te zorgen.[5] Dit kan ook omschreven worden als belonging, de ervaring van ergens bijhoren.
3. Competentie, het proberen het resultaat te beheersen en beheersing ervaren.[6][7] Dit is het ervaren van de eigen succesvolle verwezenlijkingen.

## Intrinsieke en extrinsieke motivatie
Binnen de theorie wordt een onderscheid gemaakt tussen intrinsieke en extrinsieke motivatie. Deze differentiatie wordt gemaakt op basis van waaruit het gedrag wordt aangemoedigd.
- Intrinsiek gemotiveerd zijn betekent dat de individu handelt vanuit eigen wil/verlangen. De motivatie ontstaat vanuit het persoonlijke streven naar plezier, zoals sporten omdat dit een goed gevoel geeft.
- Extrinsieke motivatie wordt geregeld via een externe regulator (iets of iemand). De individu wil een extern doel bereiken zoals het ontvangen van een beloning als geld of voedsel), of het vermijden van straf.

Volgens de zelfdeterminatietheorie kan extrinsieke motivatie de intrinsieke motivatie verdringen. Een persoon die extern gemotiveerd wordt, zal zich niet autonoom voelen en daarom minder intrinsiek gemotiveerd raken. Een kind dat een beloning kan verwachten voor het maken van huiswerk (of straf voor het niet maken ervan) zal bijvoorbeeld mogelijk de eigen intrinsieke motivatie voor de handeling verliezen, als het de beloning als een oorzaak gaat zien van het eigen gedrag.

## Levensloop
De zelfdeterminatietheorie is van toepassing op elk individu, ongeacht de leeftijd. De drie basisbehoeften kunnen gedurende elk moment in het leven bevredigd of gefrustreerd worden. Dit wil ook zeggen dat de bevrediging en frustratie van de basisbehoeften varieert in de tijd.